# Consell Nacional Aimara de Mallkus i T'allas
El Consell Nacional Aimara de Mallkus y T'allas (Consejo Nacional de Ayllus y Markas del Qullasuyu; CONAMAQ) és una instància de representació superior del poble aimara a Xile, és transversal, pluralista i fou creat per les organitzacions aimares de base en el marc del II Congrés Nacional Aimara el 29 de maig de 1997. La seva bandera és blanca amb l'emblema al centre i sota el nom de l'organització en negre, escrit en dues línies.